# Aarne Rekola

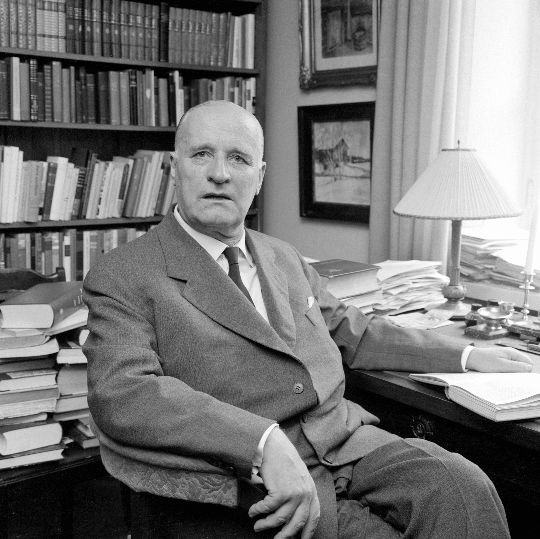
Aarne Rekola, 1961.

Tyyko Aarne Johannes Rekola, född 29 april 1883 i Vesilax, död 20 november 1965 i Helsingfors, var en finländsk jurist. Han var far till Esko Rekola.
Rekola blev juris doktor 1938. Han var 1917–1937 advokat i Tammerfors och 1938–1947 ledamot av Högsta förvaltningsdomstolen, 1947–1952 professor i förvaltningsrätt och 1952–1963 i finansrätt vid Helsingfors universitet. Han var en banbrytare för forskningen i skatterätt; utgav arbetena Saamisoikeuden vanhentuminen (2 band, 1938) och Tulo- ja omaisuusverolaki (1947).